# 阿里科
阿里科（西班牙語：Arico），是西班牙加那利群岛圣克鲁斯-德特内里费省的一个市镇。它位于特内里费岛的东南部。总面积178.76平方公里，总人口7988人（2019年），人口密度45人/平方公里。通过岛上的1号高速公路以及老公路它与岛的首府圣克鲁斯-德特内里费相连。阿里科的海岸线长17千米。周边的市镇包括北部的法斯尼亚、南部和西南部的格拉纳迪利亚-德阿沃纳和西北部的拉奥罗塔瓦。阿里科境内的高度从海拔0米一直到海拔2529米。

## 图集

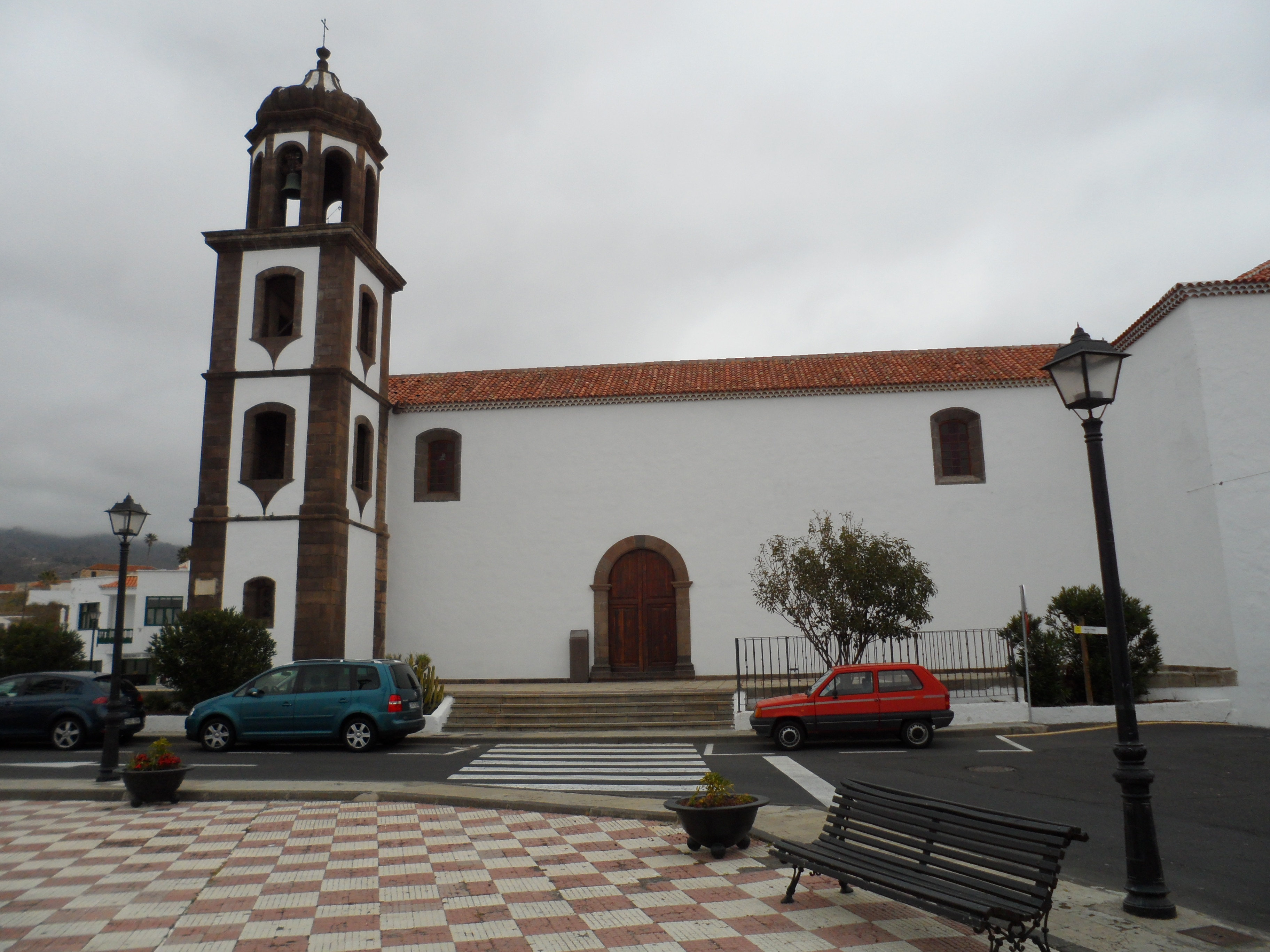
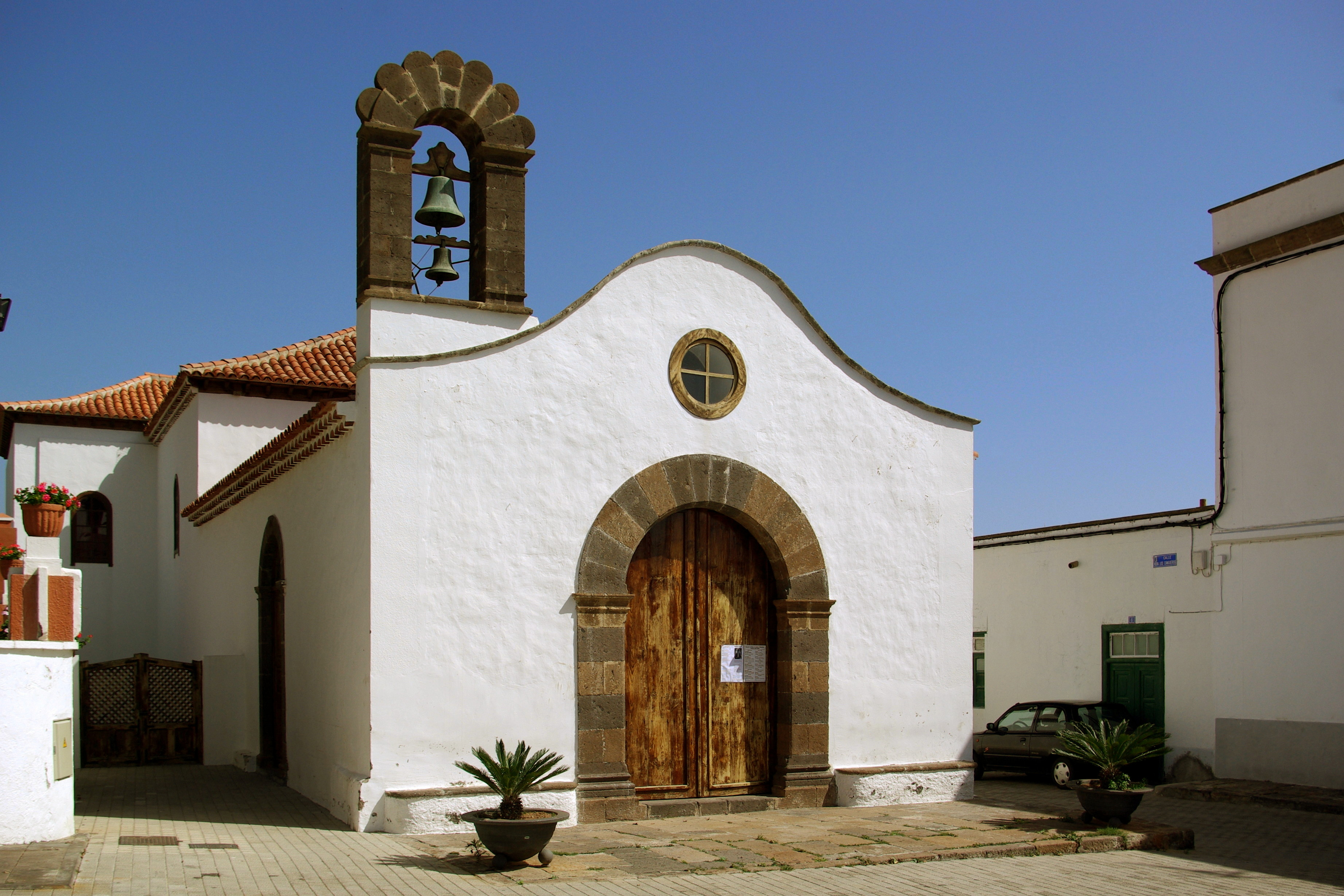
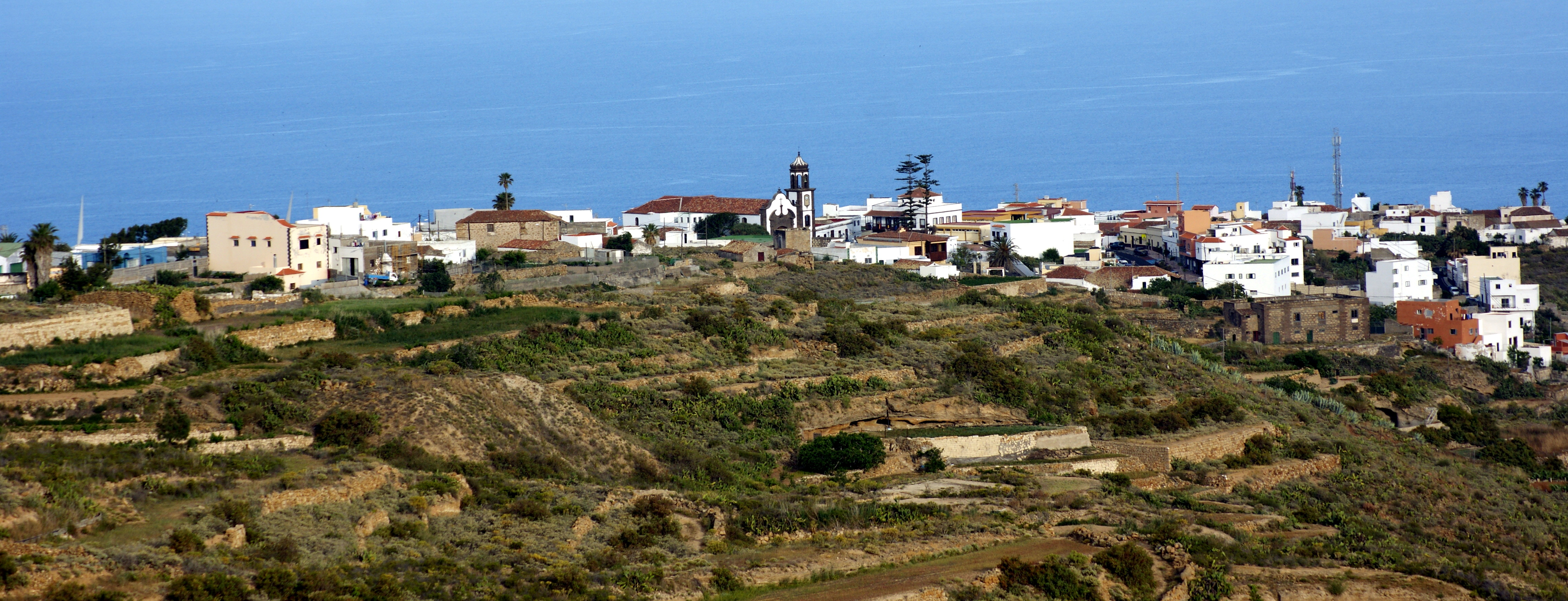
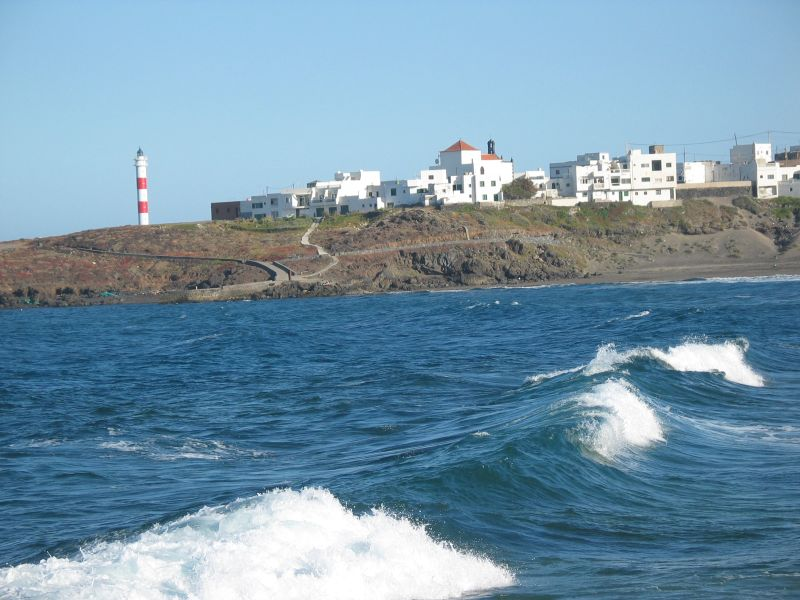

## 人口
| 阿里科                 |
|                        |
| 来源：加那利群岛统计局 |